# Мехмед Джемаледдин-эфенди
Мехмед Джемаледдин Эфенди (тур. Cemaleddin Efendi; 1848, Стамбул, Османская империя — 4 апреля 1917, Минуф, Египет) — османский учёный-богослов, юрист, верховный судья Османской империи, государственный деятель, дважды шейх аль-ислам Османской империи (1891—1909 и 1912—1913). Член Сената Османской империи.

## Биография
Родился в семье шейха Юсуфзаде Халида Эфенди, члена судебной власти, казаскера и министра.
Получил образование в области османского и исламского права и служил в османской судебной системе в качестве кади (главного судьи) Константинополя с 1884 года. В 1888 году был назначен главным судьей Анатолии и главным судьей Румелии. В 1890 году — верховным судьёй Османской империи на Балканах.
В сентябре 1891 года в возрасте 43 лет стал шейхом аль-ислам Османской империи, министром кабинета, ведавшим религиозными и юридическими вопросами. Оставался на этом посту в течение 16 лет и 11 месяцев, а затем был повторно назначен на более короткий период, занимая этот пост в общей сложности почти 18 лет и стал вторым по продолжительности лицом занимавшим этот пост в истории Османской империи после Зенбилли Али-эфенди.
Будучи противником прогерманской и ориентированной на войну политики партии «Единение и прогресс», Мехмед Джемаледдин Эфенди был сослан в Египет в 1913 году, где умер 5 апреля 1917 года в возрасте 70 лет.
Позже его останки были перезахоронены на стамбульском Кладбище мучеников в Эдирнекапы.